# Taraçona
Taraçona (em castelhano: Tarazona) é um município da Espanha na província de Saragoça, comunidade autónoma de Aragão. Tem 244 km² de área e em 2021 tinha 10 494 habitantes (densidade: 43 hab./km²).
Foi o local onde morreu o prosador espanhol Baltasar Gracián.

## Demografia
| Variação demográfica do município entre 1991 e 2004 | Variação demográfica do município entre 1991 e 2004 | Variação demográfica do município entre 1991 e 2004 | Variação demográfica do município entre 1991 e 2004 |
| --------------------------------------------------- | --------------------------------------------------- | --------------------------------------------------- | --------------------------------------------------- |
| 1991                                                | 1996                                                | 2001                                                | 2004                                                |
| 10557                                               | 10365                                               | 10580                                               | 10774                                               |